# Mendoza (provins)
Mendoza (Provincia de Mendoza) är en argentinsk provins vid västra gränsen. Den omsluts av provinserna (räknat från norr medurs) San Juan, San Luis, La Pampa, Río Negro och Neuquén samt Chile i väst.

## Geografi
Den största delen utgörs av en torr stäpp med namnet Monte. Dessutom finns flera sandöknar. I provinsen ligger tre större oaser, den första kring centralorten Mendoza, den andra kring staden San Rafael och den tredje i södra delen kring staden Malargüe. Provinsens västra del domineras av Anderna som här når upp till 6 962 meter (Aconcagua). Här hittas även Puente del Inca, en naturlig bro över floden Río Mendoza som uppkom på grund av erosion.
Provinsens klimat är kontinentalt, fattigt på nederbörd och soligt. Sommaren är varm och vintern jämförelsevis kall med tydliga temperaturskillnader mellan dag och natt. Den årliga nederbördsmängden ligger mellan 100 och 350 millimeter.

## Näringsliv
Den viktigaste sysselsättningen i provinsen är vinodling. Andra viktiga industrier är förarbetning av råolja samt handeln med Chile. Provinsen ligger ganska nära storstadsområdet Santiago de Chile.